# Falcon 9
Falcon 9 je serija raketa srednje nosivosti koju razvija i koristi privatna aeronautička tvrtka SpaceX. Raketa je u stanju ponesti 13.150 kg u nisku zemljinu orbitu (LEO) ili do 4.850 kg u geostacionarnu transfernu orbitu (GTO). Falcon 9 ima tri inačice, Falcon 9 v1.0, Falcon 9 v1.1 i Falcon 9-R. Želja tvrtke SpaceX je raketu Falcon 9 učiniti barem djelomično višestruko upotrebljivom.
SpaceX je zahvaljujući Falconu 9 i letjelici Dragon dobio NASA-in ugovor za opskrbu Međunarodne svemirske postaje u sklopu programa Commercial Resupply Services (CRS). Prihvaćanjem tog ugovora SpaceX se obvezao lansirati 12 opskrbnih misija prema do 2017. godine.

## Opis
Falcon 9 je dvostupanjska raketa pogonjena tekućim kisikom (LOX) i kerozinom RP-1. Radi povećanja pouzdanosti prilikom rada i proizvodnog procesa svi dijelovi rakete su srodni. Time se skraćuje vrijeme i smanjuju troškovi proizvodnje. Prilikom uzlijetanja raketa se od rampe odvaja tek kada motori postignu puni potisak i navigacijsko računalo provjeri rad svih sustava u raketi. U slučaju da računalo otkrije anomaliju ono automatski gasi motore i započinje istovar goriva.
Plan tvrtke SpaceX je od Falcona 9 napraviti višestruko upotrebljivu raketu. U prvoj fazi tog projekta plan tvrtke je reciklirati prvi stupanj rakete, a kasnije i drugi stupanj. Dosadašnji pokušaji recikliranja prvog stupnja nisu bili uspješni, ali SpaceX se nada će to postići do 6. lansiranja rakete.
Falcon 9 prilagođen je za nošenje astronauta u orbitu pomoću letjelice Dragon. U sklopu NASA-inog programa za komercijalnu opskrbu Međunarodne svemirske postaje SpaceX je potpisao ugovor za 11 lansiranja do 2015. godine.
29. rujna 2013. SpaceX je lansirano novu inačicu rakete - Falcon 9 v1.1, koja ima 60% veću masu, 60% veći potisak i nosi 3 tone više u orbitu. Raketa je prvi demonstrativni let odradila uspješno i pritom je lansirala kanadski satelit CASSIOPE. SpaceX radi i na višestruko upotrebljivoj inačici rakete - Falcon 9-R. U svrhu testiranja komponenti i software već je izvedeno nekoliko letova modificiranog prvog stupnja rakete pod imenom Grasshopper (Skakavac).

### Testiranje povratka prvog stupnja rekete
SpaceX uspio je meko spustiti prvi stupanj rakete nakon lansiranja misije CRS-3 18. travnja 2014. Prvi stupanj rakete je uspješno upalio motore nakon odvajanja, stabilizirao svoj let i meko se spustio na površinu Atlantskog oceana. Nažalost, olujno more s valovima od 6 m uništilo je i potopilo prvi raketni stupanj tako da njegovo izvlačenje na kopno radi daljnjeg proučavanja nije bilo moguće.
Ponovni pokušaj vraćanja prvog stupnja rakete Falcon 9 odigrao se 10. siječnja 2015. Plan tvrtke SpaceX je bio vratiti prvi stupanj rakete na automatsku platformu dimenzija 100 x 50 m koja je postavljena tristotinjak kilometara od istočne obale Sjedinjenih Država. Prvi stupanj se uspješno odvojio od rakete nakon 157 sekundi leta pri brzini od 1800 m/s i nastavio s letom po balističkoj putanji do visine od 140 km. Nakon toga je prvi stupanj ponovno zaronio u atmosferu i postigao brzinu od 1300 m/s. Raketni motori su u tri navrata bili upaljeni kako bi smanjili brzinu raketnog stupnja na oko 2 m/s, a kao dodatna pomoć za stabilizaciju i usporavanje korištena su posebna rešetkasta krila. Nažalost, hidraulična tekućina koja je služila za pogon krila i nožica za slijetanje se potrošila te raketa zbog toga nije bila u stanju apsorbirati udar u platformu. Kao rezultat grubog slijetanja, prvi stupanj se prevrnuo i pao u more. Unatoč neuspješnom slijetanju, SpaceX je dokazao izvedivost koncepta povratka prvog stupnja rakete na Zemlju. Novo testiranje bi se trebalo odigrati krajem siječnja 2015. kada će Falcon 9 lansirati satelit DSCOVR.

### Prvi stupanj
Prvi stupanj rakete je pogonjen s 9 motora Merlin 1C koje je također razvila tvrtka SpaceX. Svaki od motora ima potisak od 556 kN na razini mora i daju ukupan potisak od približno 5 MN. Motori prvog stupnja rade 170 sekundi prije gašenja. Zbog višestrukih motora na prvom stupnju raketa ima mogućnost nastavka leta čak i u slučaju da jedan od njih zakaže prilikom rada. Gubitak potiska u tom slučaju raketa nadoknađuje duljim radom preostalih motora. Prilikom četvrtog lansiranja Falcona 9, 8. listopada 2012., jedan od motora je nakon 79 sekundi leta prestao s radom i došlo je do djelomičnog pucanja sapnice motora. Ostalih 8 motora rakete nastavili su s radom i uspjeli su ubaciti letjelicu Dragon u orbitu 30 sekundi nakon predviđenog vremena.

### Drugi stupanj
Drugi stupanj pogonjen je samo jednim motorom Merlin 1C koji je prilagođen radu u vakuumu. Drugi stupanj djeluje 345 sekundi, daje 445 kN potiska i ima mogućnost višestrukog pokretanja.

### Specifikacije
| parametar           | Falcon 9        | Falcon 9 v1.1   | Falcon 9 FT Blok 3 | Falcon 9 FT Blok 5 |
| ------------------- | --------------- | --------------- | ------------------ | ------------------ |
| visina              | 55,0 m          | 69,2 m          | 69,98 m            | 69,98 m            |
| promjer             | 3,6 m           | 3,6 m           | 3,6 m              | 3,6 m              |
| masa                | 333.400 kg      | 480.000 kg      | 556.000 kg         | 587.000 kg         |
| broj stupnjeva      | 2               | 2               | 2                  | 2                  |
| nosivost (LEO)      | 10.450 kg       | 13.150 kg       | 17.400 kg          | 22.800 kg          |
| nosivost (GTO)      | 4.540 kg        | 4.850 kg        | 6.400 kg           | 8.300 kg           |
| broj lansiranja     | 5               | 15              | 36                 | 51                 |
| uspješna lansiranja | 5               | 14              | 36                 | 51                 |
| prvo lansiranje     | 4. lipnja 2010. | 29. rujna 2013. | Rujan 2015.        |                    |
| zadnje lansiranje   | 1. ožujka 2013. |                 |                    |                    |

| parametar         | 1. stupanj    | 2. stupanj        |
| Falcon 9 1.0      | Falcon 9 1.0  | Falcon 9 1.0      |
| ----------------- | ------------- | ----------------- |
| motor             | 9 x Merlin 1C | 1 x Merlin 1C Vac |
| potisak           | 9 x 556 kN    | 445 kN            |
| specifičan impuls | 304 s         | 345 s             |
| dužina izgaranja  | 170 s         | 345 s             |
| gorivo            | RP-1/LOX      | RP-1/LOX          |
| Falcon 9 1.1      |               |                   |
| motor             | 9 x Merlin 1D | 1 x Merlin 1D Vac |
| potisak           | 9 x 620 kN    | 801 kN            |
| specifičan impuls | 282 s         | 340 s             |
| dužina izgaranja  | 180 s         | 375 s             |
| gorivo            | RP-1/LOX      | RP-1/LOX          |